# Jan Høiland
Jan Høiland (Stavanger, Noruega; 6 de febrero de 1939-8 de junio de 2017) fue un cantante noruego que vivió durante muchos años en Harstad. La canción «Tio tusen röda rosor» de Thore Skogman fue el mayor éxito para Høiland. Hoy, es la canción a la que más se le asocia a Jan Høiland.
Acompañado por Finn Våland con el piano, Høiland hizo su debut en el Cafe Inger en Stavenger en el año 1957, y más tarde siguió con su debut «Det vil komme av seg selv»/«Dormi-dormi-dormi» (1958) en Columbia.

## Discografía
- (1963) Ingen frågar efter Jimmy
- (1968) Jan Høiland
- (1970) Röda rosor från Santa Monica
- (1971) Butterfly
- (1971) En natt i Moskva
- (1972) Blott en ros
- (1973) En bit av mig själv
- (1974) Jan
- (1974) Kan hende jeg seiler
- (1975) Tiotusen röda rosor
- (1977) Jan Høiland
- (1978) Jan Høiland
- (1978) Kjære sjømann
- (1980) Brit, Jan Erik og Jan
- (1985) My Songs
- (1989) Ballad för Adeline con Richard Clayderman
- (1993) Made in Harstad
- (1994) Tio tusen röda rosor (álbum)
- (2006) Klovnen
- (2008) White Christmas
- (2014) The days of wine and roses